# Papamosques carboner
El papamosques carboner (Myoparus plumbeus; syn: Fraseria plumbea) és una espècie d'ocell de la família dels muscicàpids (Muscicapidae). Té una distribució extensa però irregular a l'Àfrica subsahariana. El seu estat de conservació es considera de risc mínim.

## Taxonomia
A la Classificació del Congrés Ornitològic Internacional (versió 11.2, 2021) se'l considera al gènere Myoparus. Tanmateix, el Handook of the Birds of the World i la quarta versió de la BirdLife International Checklist of the birds of the world (desembre 2019) se'l classifica dins del gènere Fraseria (F. plumbea), juntament amb altres vuit espècies de papamosques. En aquesta altra obra no es reconeix el gènere Myoparus.